# Harpenden Y Station

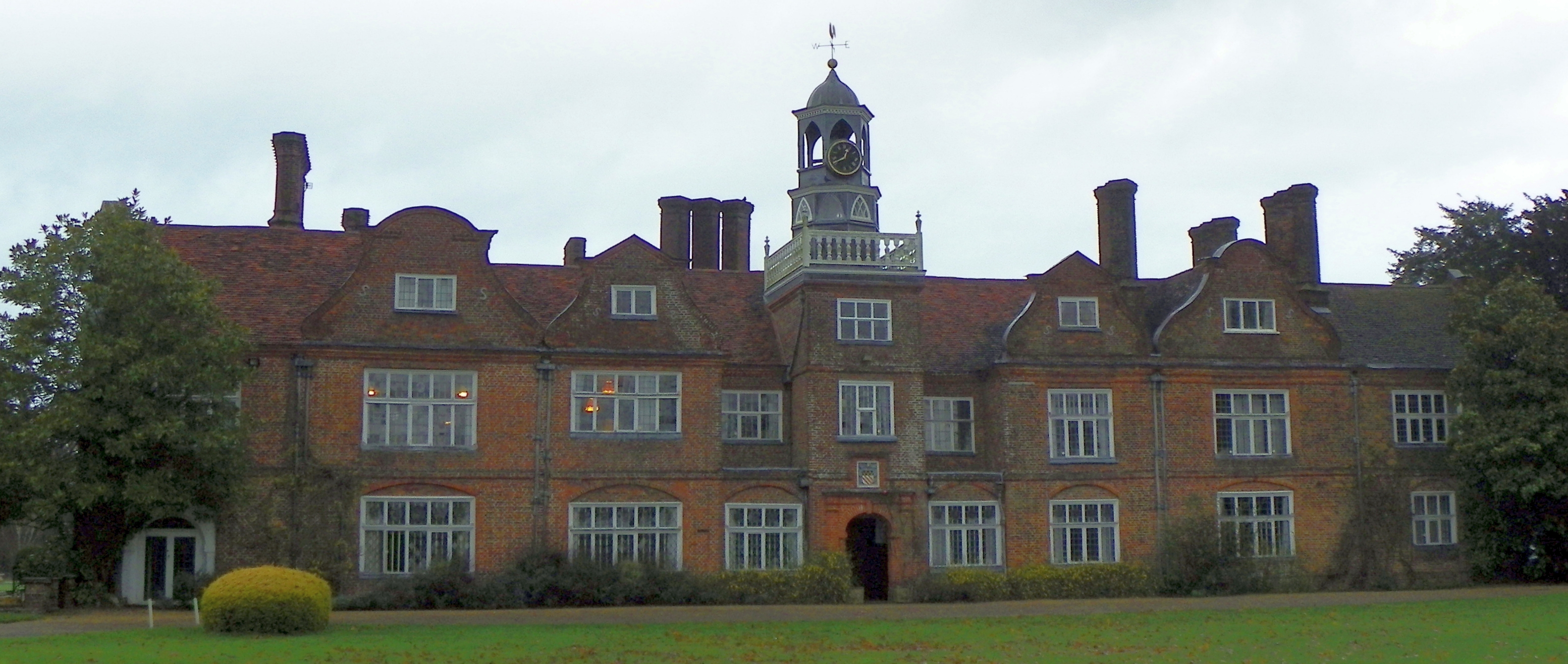
Das Rothamsted Manor House, ein Herrenhaus in Harpenden, beherbergte die Abhörstation Harpenden.

Harpenden Y Station ist ein ehemaliger Militärstützpunkt der britischen Armee. Er liegt in der Stadt Harpenden etwa 40 km nördlich von London in der englischen Grafschaft Hertfordshire. Während des Zweiten Weltkriegs befand sich dort eine wichtige Funkabhörstelle des britischen Geheimdienstes (Y service).

## Geschichte
Im Rothamsted Manor House (Bild) war die Special Wireless Group (1 SWG), eine der britischen Funkabhörgruppen stationiert, deren Aufgabe es war, den feindlichen, insbesondere den deutschen Funkverkehr abzufangen und aufzuzeichnen. Beispielsweise die mit der deutschen Enigma-Maschine verschlüsselten und im Morsecode gesendeten Geheimtexte wurden in Harpenden aufgefangen, aufgezeichnet und per Dispatch rider (Kraftradmelder) über die etwa 30 km lange Strecke nach Bletchley gefahren. Dort gelang den britischen Codebreakers die erfolgreiche Entzifferung und nachrichtendienstliche Auswertung. Die deutschen Funksprüche enthielten nicht selten kriegswichtige  Informationen, die die Briten unter dem Decknamen Ultra zusammenfassten und für ihre eigenen Planungen nutzten.